# Libor Koník
Libor Koník (* 20. února 1957) je bývalý slovenský fotbalista, záložník.

## Fotbalová kariéra
Hrál za Iskru Matador Bratislava a Inter Bratislava. V československé lize nastoupil ve 53 utkáních a dal 5 gólů. Po skončení aktivní kariéry působí jako trenér v nižších soutěžích.

## Ligová bilance
| Ročník                                      | Zápasy | Góly | Klub                     |
| ------------------------------------------- | ------ | ---- | ------------------------ |
| 1. slovenská národní fotbalová liga 1981/82 | 15     | 2    | Iskra Matador Bratislava |
| 1. československá fotbalová liga 1981/82    | 7      | 0    | Inter Bratislava         |
| 1. československá fotbalová liga 1982/83    | 2      | 0    | Inter Bratislava         |
| 1. československá fotbalová liga 1983/84    | 24     | 3    | Inter Bratislava         |
| 1. československá fotbalová liga 1984/85    | 20     | 2    | Inter Bratislava         |
| CELKEM                                      | 68     | 7    |                          |